# デスポルチーヴォ・ブラジル
デスポルチーヴォ・ブラジル・パルティシパサオンス・リミターダ（ポルトガル語: Desportivo Brasil Participações Ltda.）は、ブラジルサンパウロ州ポルト・フェリースを本拠地とするサッカークラブ。

## 歴史
トラフィック・グループによって2005年11月19日に設立され、2014年に中国で山東泰山を経営する魯能グループに売却され、同グループによって運営されている。2008年11月27日にマンチェスター・ユナイテッドFCが互いの選手の出場機会確保や異なるスタイルのコーチングを経験させる事を目的に提携を発表した。

## スタジアム
元々は収容人数5000人のエスタディオ・ムニシパル・ヴィラ・ポルトをホームスタジアムにしていたが、2010年からジャグアリウーナにあるエスタディオ・ムニシパル・アルフレド・シアヴェガートでホームゲームを行っている。収容人数は1万5000人。